# Porsche 917
4,9 л. Тип 912 Flat-12
Porsche 917 - гоночний автомобіль, випущений німецьким виробником Porsche в 1969 році для участі в автоперегонах "24 години Ле-Мана".

## Передумови виникнення
Фердинанд Карл Пієх (у майбутньому генеральний директор Volkswagen Group) вирішив зробити подарунок своєму дядькові Фердинанду Порше у формі довгоочікуваної перемоги Porsche на автоперегонах «24 години Ле-Мана» . Однак в той час у модельному ряді Porsche не було гідного гоночного автомобіля для конкуренції з Ford GT40, Lola T70 та іншими.
На руку компанії Porsche зіграло рішення Міжнародної автомобільної федерації внести значні зміни до регламенту, в результаті яких багато виробників були змушені розпочати будівництво абсолютно нових автомобілів. Спочатку було встановлено мінімальний поріг у 50 автомобілів для участі у спортивній категорії міжнародного чемпіонату марок (пізніша назва Чемпіонат світу зі спортивних автомобілів), однак у зв'язку з невеликою кількістю можливих учасників поріг було зменшено до 25 автомобілів на весь запланований термін дії правил (1969—1971) .
Компанією Porsche та її технічним директором Фердинанд Карл Пієхом були кинуті величезні зусилля та дві третини річного бюджету всієї компанії на будівництво Porsche 917, базою для якого послужив Porsche 908 з метою перемоги на автоперегонах 24 години Лемана 14 травня 1970  .
Коли інспектори Міжнародної автомобільної федерації вперше відвідали виробництво для перевірки готовності, було повністю завершено будівництво лише трьох автомобілів, тоді як вісімнадцять ще збиралися, а додаткових комплектів деталей було лише сім. Позиція компанії полягала в тому, що якщо зараз вони повністю зберуть машини, їм доведеться їх відразу ж розбирати для приготування до гонок. Незважаючи на аргументи компанії Porsche, інспектори Міжнародної автомобільної федерації відмовилися підтверджувати готовність і заявили про те, що необхідно представити їм 25 зібраних і працюючих автомобілів. В результаті 12 березня 1969 року на автосалоні в Женеві був виставлений Porsche 917, пофарбований у білий колір із зеленим носом. У короткій анотації про автомобіль була вказана ціна в 140 000 німецьких марок, що дорівнювало приблизно 16 000 фунтів стерлінгів за обмінним курсом на той період, або ціні близько десяти Porsche 911s. Ця ціна навіть близько не покривала витрати на розробку автомобіля. 20 квітня 1969 року Фердинанд Карл Пієх особисто продемонстрував інспекторам Міжнародної автомобільної федерації 25 штук Porsche 917, припаркованих у ряд перед заводом Porsche . Карл запропонував інспекторам особисто покататися на будь-якій з машин, але отримав ввічливу відмову.

## Будівництво автомобіля
Porsche 917 розроблений головним інженером Гансом Мезгером під керівництвом Фердинанда Пієха та Хельмута Ботта. Потужність видавав новий 4,5 літровий двигун з повітряним охолодженням, розроблений Гансом Мезгером, який був комбінацією з двох двигунів Porsche 2,25L. Двигун «Тип 912» відрізнявся плоским 12-циліндровим компонуванням на 180 градусів. Для збереження компактності автомобіля, при значних розмірах двигуна, місце водія було відсунуто настільки вперед, що ноги водія виходили за межі осі переднього колеса. Це був перший 12-циліндровий двигун Porsche, в якому використовувалися багато компонентів, виготовлених з титану, магнію та інших екзотичних сплавів, які використовувалися для полегшення автомобіля. Також для зменшення ваги автомобіля, ручка перемикання передач була зроблена з березового дерева. У початковій версії Porsche 917 був довгий хвіст, у зв'язку з чим були значні проблеми на великих швидкостях з керуванням через значний підйом ззаду. У 1971 році в результаті спільної роботи заводських інженерів Porsche та гоночної команди Джон Уайєр, директора гоночної команди Gulf Team було покращено аеродинаміку Porsche 917 шляхом обрізання хвоста та додавання спойлера . Модель назвали Porsche 917К - "короткий хвіст". До цього часу інженери Porsche збільшили оригінальний 4,5-літровий двигун, що видавав 520 л.с. до 5 літрів, що дає 630 л. с. Автомобілі Porsche 917К найчастіше використовувалися для коротких дорожніх заїздів на таких гоночних трасах як Себрінг, Брендс-Хетч, Монца та Спа-Франкоршам . Однак, звичайно, головним призом став "Ле-Ман". Спеціально для довгих високошвидкісних прямих французьких трас Porsche розробив спеціальний кузов із довгим хвостом, який був розроблений для мінімального опору і, отже, максимальної швидкості. Однак, фактично на дебюті в 1969 році автомобіль виявився майже некерованим, тому що притискної сили було мало. Заводом, крім Porsche 917К, була випущена модифікація Porsche 917L, яка стала настільки стійкою, що водії могли прибрати руки з керма на швидкості в 246 миль на годину (395 км/год.). )  .

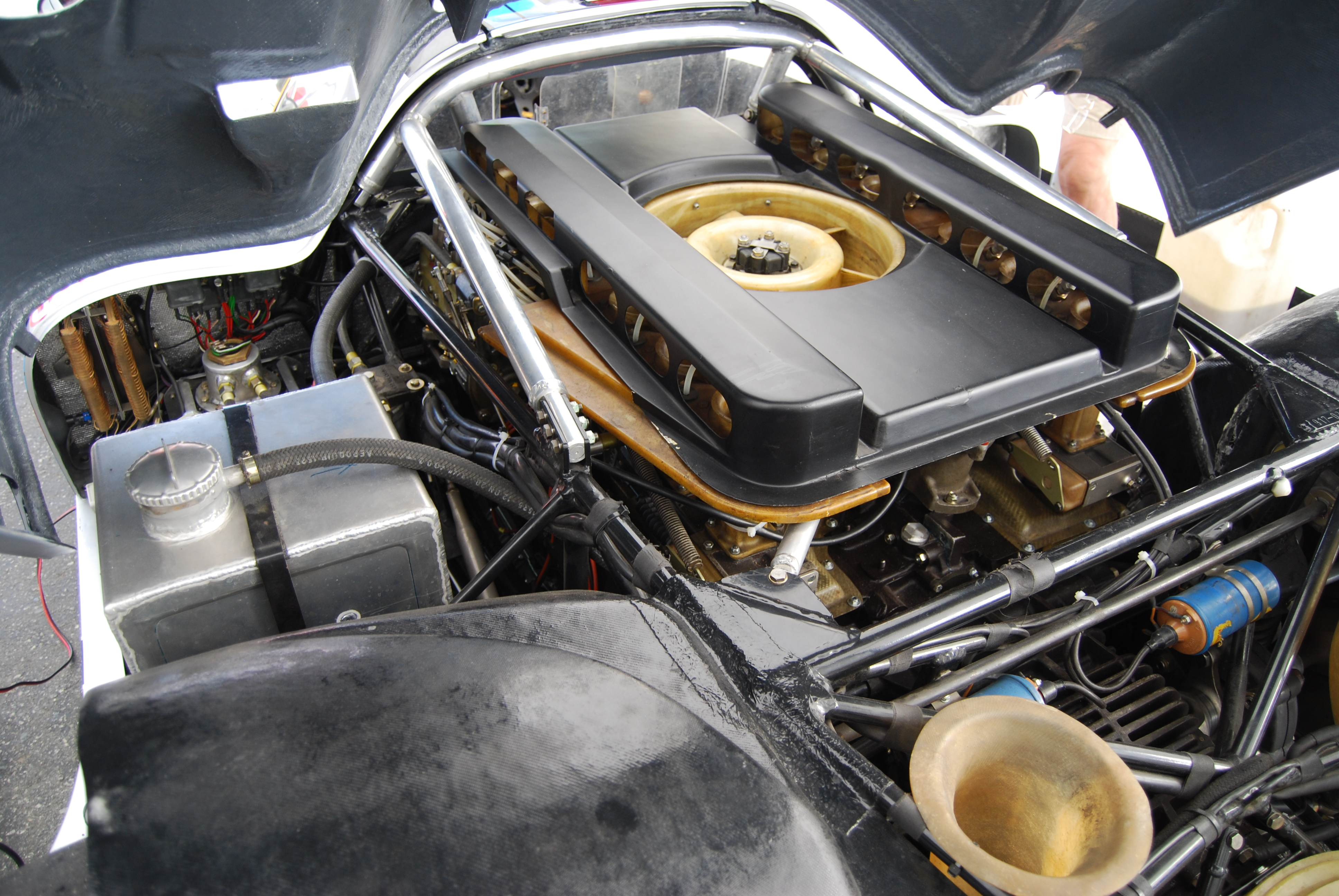
Двигун типу 912 Flat-12

## Гоночна історія

### 1969-1971 роки. Чемпіонат світу зі спортивних автомобілів.

#### 1969 рік

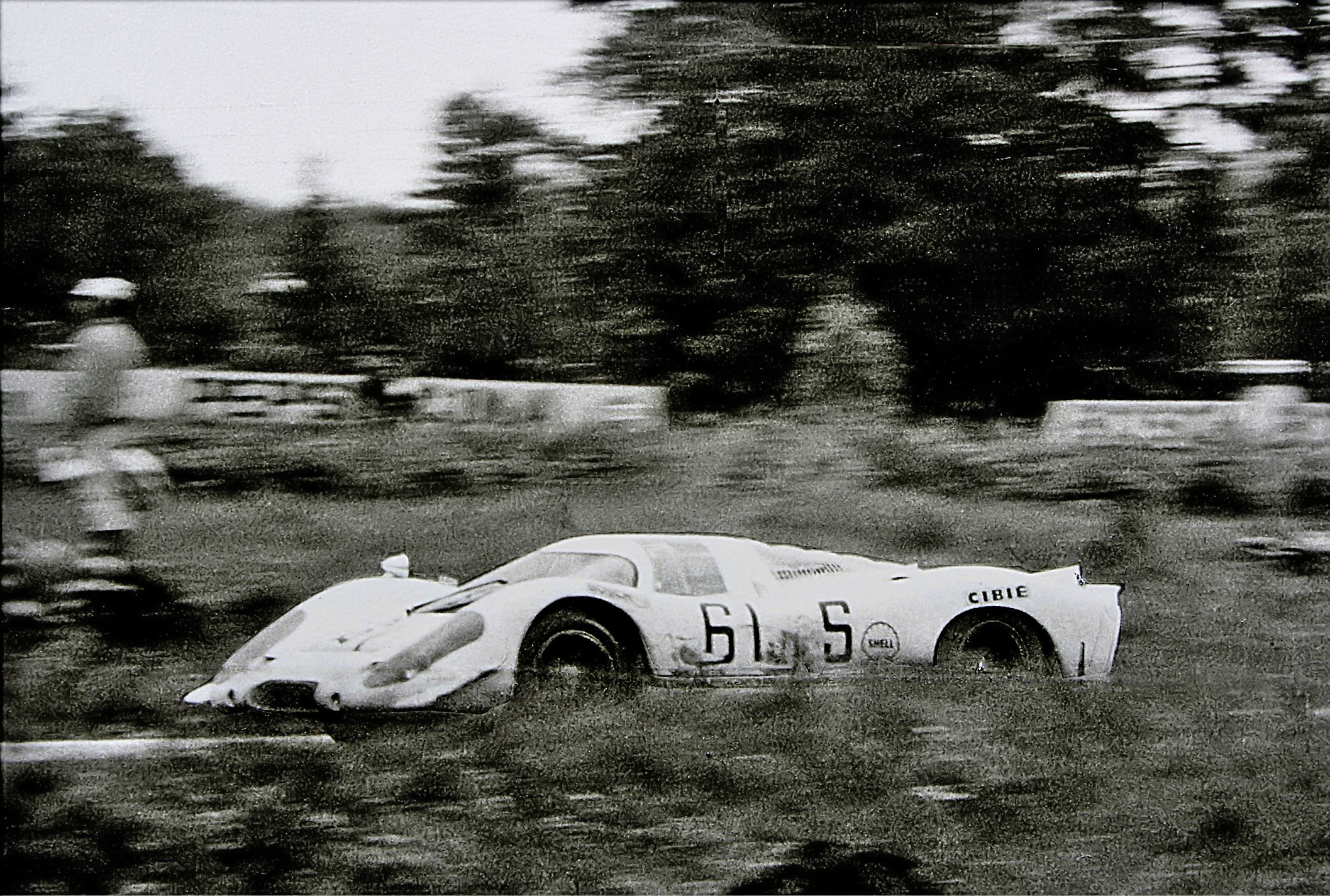
Porsche 917 на 1000 км. Гонка на Нюрбургрингу 1969 рік.

Під час тестування автомобіля з'ясувалося, що Porsche 917 погано керується на значній швидкості. Водій заводу Porsche Браян Редман згадує, що він був неймовірно нестабільний на великих швидкостях. Багато хто вважав, що 4,5-літровий двигун був надто великим для рами. У результаті було встановлено, що "довгий хвіст" створював значну підйомну силу на прямих ділянках. Porsche 917 розганявся на 30 км/год (19 м/год) швидше, ніж будь-що раніше побудоване для автоперегонів у Ле-Мані. У автоперегонах на 1000 км Нюрбургрінг усі гонщики віддавали перевагу Porsche 908, а не Porsche 917, який незважаючи на модифікації не підходив для звивистої траси. Оскільки необхідно було просувати автомобіль, Porsche попросив BMW про послуги своїх заводських водіїв Хьюберта Хана і Дітера Квестера . Вони тренувалися на Porsche 917, але організатори перегонів відмовили їм у участі. У зв'язку з цим на короткий термін були найняті для участі в гонці англієць Девід Пайпер і австралієць Френк Гарднер. Однак їм вдалося довести Porsche 917 лише до восьмого місця, залишивши позаду Ford та Alfa Romeo. У той час як Porsche 908 зайняв 1-2-3-4-5 місця.
У гонці «24 години Ле-Мана» 917 стали найшвидшими у кваліфікації та посіли два перші місця на старті. У самій гонці всі машини 917 зійшли, а пілот Джон Вулф, який єдиний був на 917 за власну команду, взагалі загинув в аварії на першому колі. Найкращим результатом заводської команди стало друге місце, зайняте на 908.
Надалі автомобілі Porsche 917 беруть участь у різних етапах чемпіонату, але перше місце зайняти так і не вдається. Першу перемогу в 1969 вдалося отримати на гонці в 1000 км в Цельтвезі.
У червні 1969 року Енцо Феррарі спеціально продав половину своїх акцій FIAT для створення 25 автомобілів, оснащених 5-літровим V12, щоб конкурувати з Porsche 917 наступного сезону. В результаті народиться Ferrari 512, який буде представлений у сезоні 1970 року.

#### 1970 рік

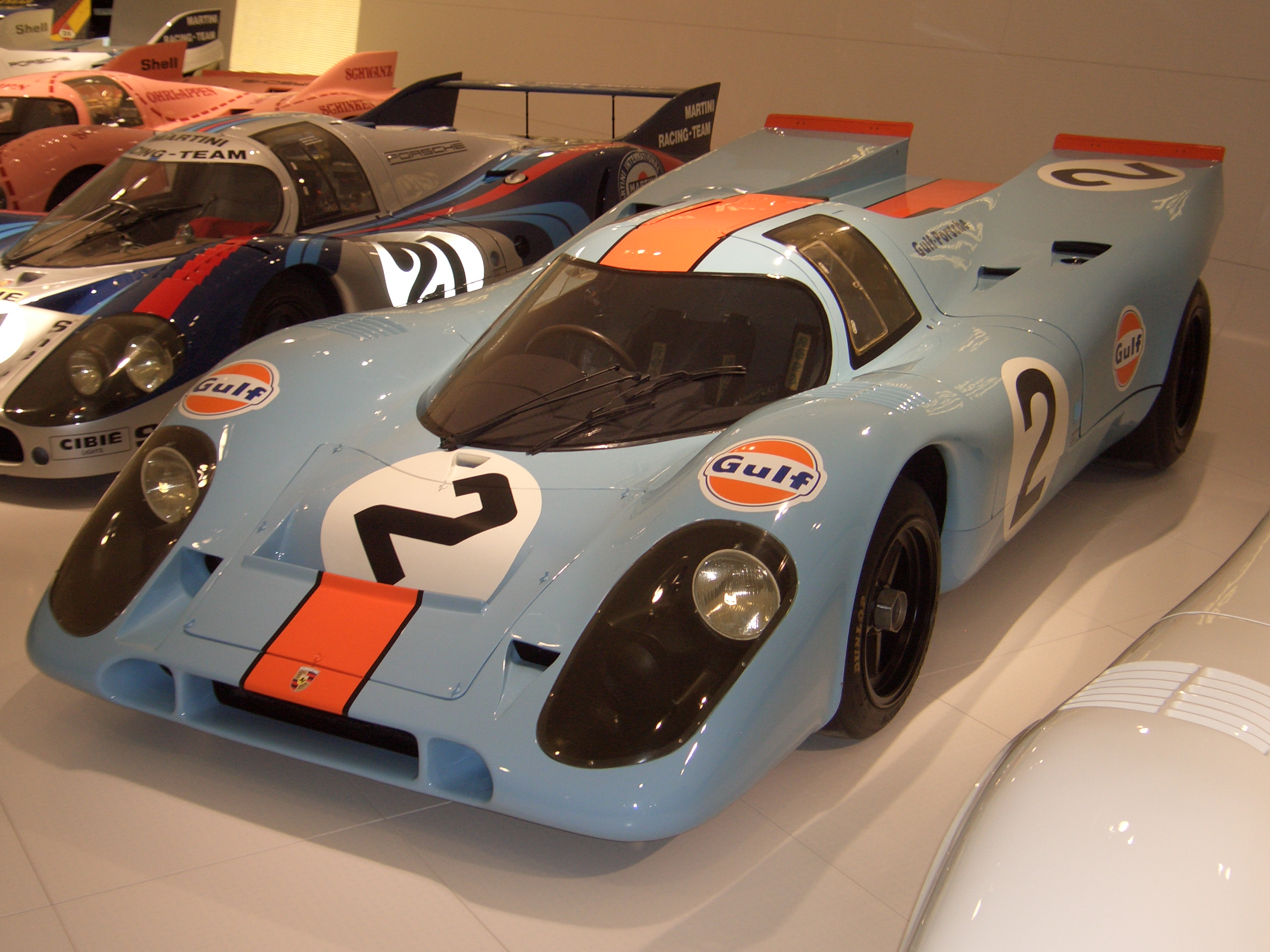
Porsche 917. Чемпіонат світу зі спортивних автомобілів. 1970 рік.

Розчарований поганими результатами Porsche 917 у 1969 році і зіткнувшись з новими конкурентами, компанія Porsche уклала угоду з Джоном Уайєром та його командою JWA Gulf, яка стала офіційною командою Porsche та офіційним партнером компанії. Під час випробувань на трасах Остеррайхрінг та Цельтвег головний інженер Уайєра Джон Хорсман зауважив, що на кузові намальований візерунок мертвих комарів, при цьому ж хвіст був чистий. Відсутність мертвих комарів вказувала на те, що повітря не йшло над хвостом. Модифікація хвоста була викладена на місці з алюмінієвих листів, склеєних між собою. Як вже було зазначено раніше новий короткий хвіст дав 917 таку необхідну притискну силу. Водії Редман та Аренс зробили по 10 кіл і залишилися задоволеними покращеними характеристиками. Нова версія отримала назву 917K (Kurzheck, або "короткий хвіст"). На додаток до важкого та потужного Porsche 917, був розроблений Porsche 908/3 для повільних та звивистих трас Нюрбургрингу та сицилійських гірських доріг, що використовуються в Targa Florio . Модель Porsche 908/3 була побудована відповідно до 3-літрових правил FIA Group 6 за прототипами, тоді як 917 став офіційно спортивним автомобілем Group 5 після чергового перегляду FIA його гоночних класів. Джон Вайєр із подивом виявив, що не лише його команда ретельно готується до «24 годин Ле-Мана» 1970 року за тісної підтримки Porsche. Також підтримку здобула команда Martini Racing. Таким чином, компанія Porsche докладала всіх зусиль для перемоги. Крім того, для Ле-Мана 1970 року, за підтримки зовнішнього консультанта Роберта Шуле, була розроблена нова версія Porsche 917 з низьким опором. Нова модифікація отримала назву 917LH (Langheck) і відрізнялася вражаючим новим довгим хвостовим корпусом, який мав дуже низький опір, але в той же час мав більше задньої притискної сили, ніж довгий хвіст 1969 року. 4,9-літровий двигун, представлений на 1000 км, у Монці був випробуваний, але він виявився ненадійним для гонок на довгі дистанції.
У результаті до кінця 1970 року Porsche затвердив свій авторитет у гонках на витривалість, переконливо домінуючи у чемпіонаті. З 10 гонок у чемпіонаті (плюс деякі інші змагання, що не відносяться до чемпіонату), команди Porsche (John Wyer Automotive та Porsche Salzburg) виграли всі гонки, крім Себрінга (який виграв Ferrari) з двома моделями автомобілів 917K та 908/03. Оригінальна виробнича серія із 25 штук Porsche 917 не змогла задовольнити попит. Програвши 20 років, Porsche перетворився на нового лідера гоночного спорткара саме завдяки Porsche 917.

#### 1971 рік
Підтримувані компанією Porsche, гоночні команди John Wyer Automotive та Martini Racing у 1971 році мали успіх та здобули перемогу у більшості гоночних серій. Крім того, цього року було побито 4 окремі рекорди Ле-Мана: найшвидше кваліфікаційне коло, найшвидше коло в гонці, найвища максимальна швидкість і найдовша пройдена дистанція. Усі рекорди було встановлено Porsche 917.

## Модифікації (версії) автомобіля
У період використання Porsche 917 було випущено 11 різних модифікацій автомобіля.

### 1969. Porsche 917

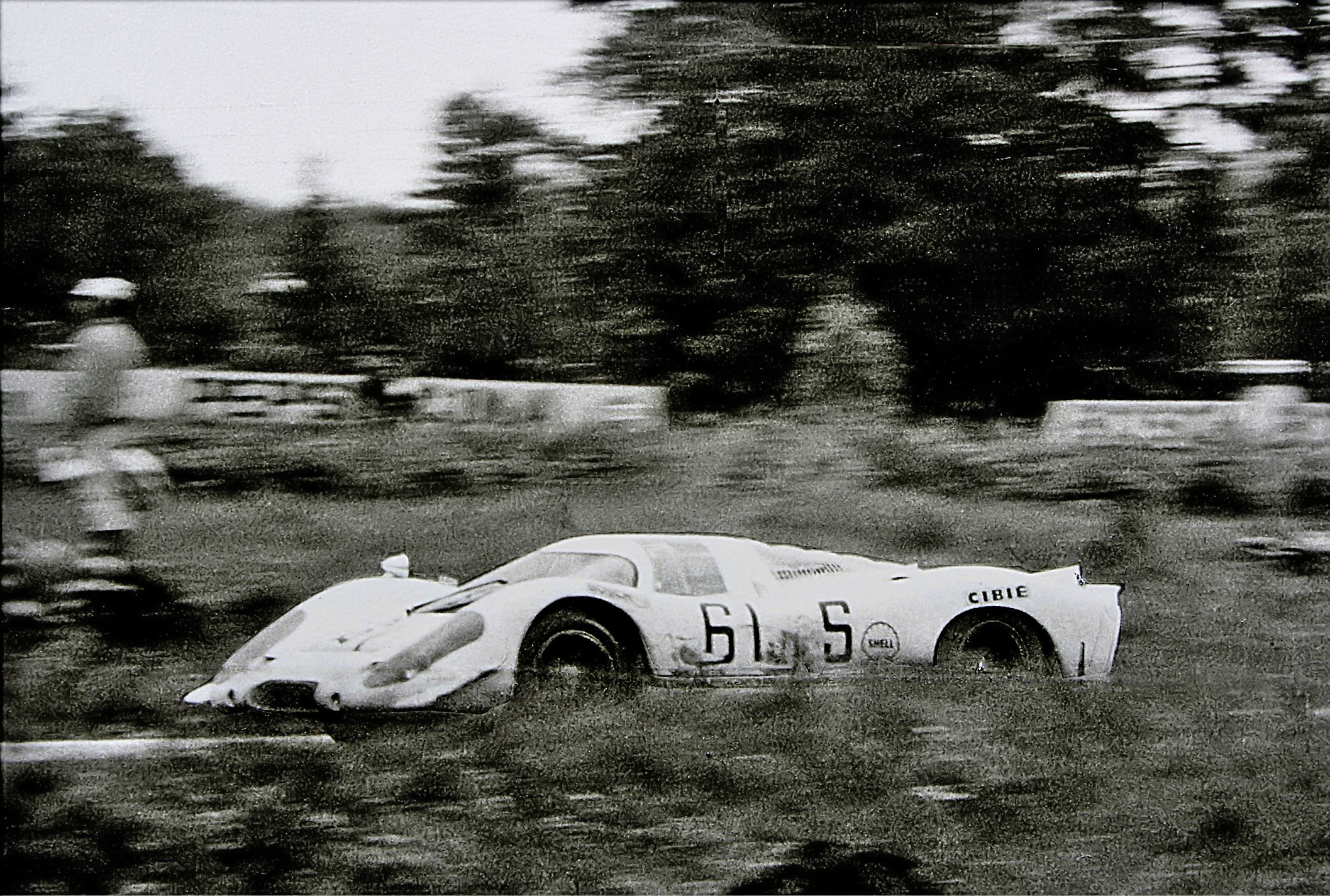
Porsche 917

Це був оригінальний Porsche 917, створений компанією Porsche в період з 1968 по 1969 року для відповідності правилам Чемпіонату світу зі спортивних автомобілів. Цей автомобіль дебютував у 1969 році на автоперегонах «24 години Ле-Мана». Цей автомобіль мав значні проблеми з керованістю через аеродинамічний підйом.

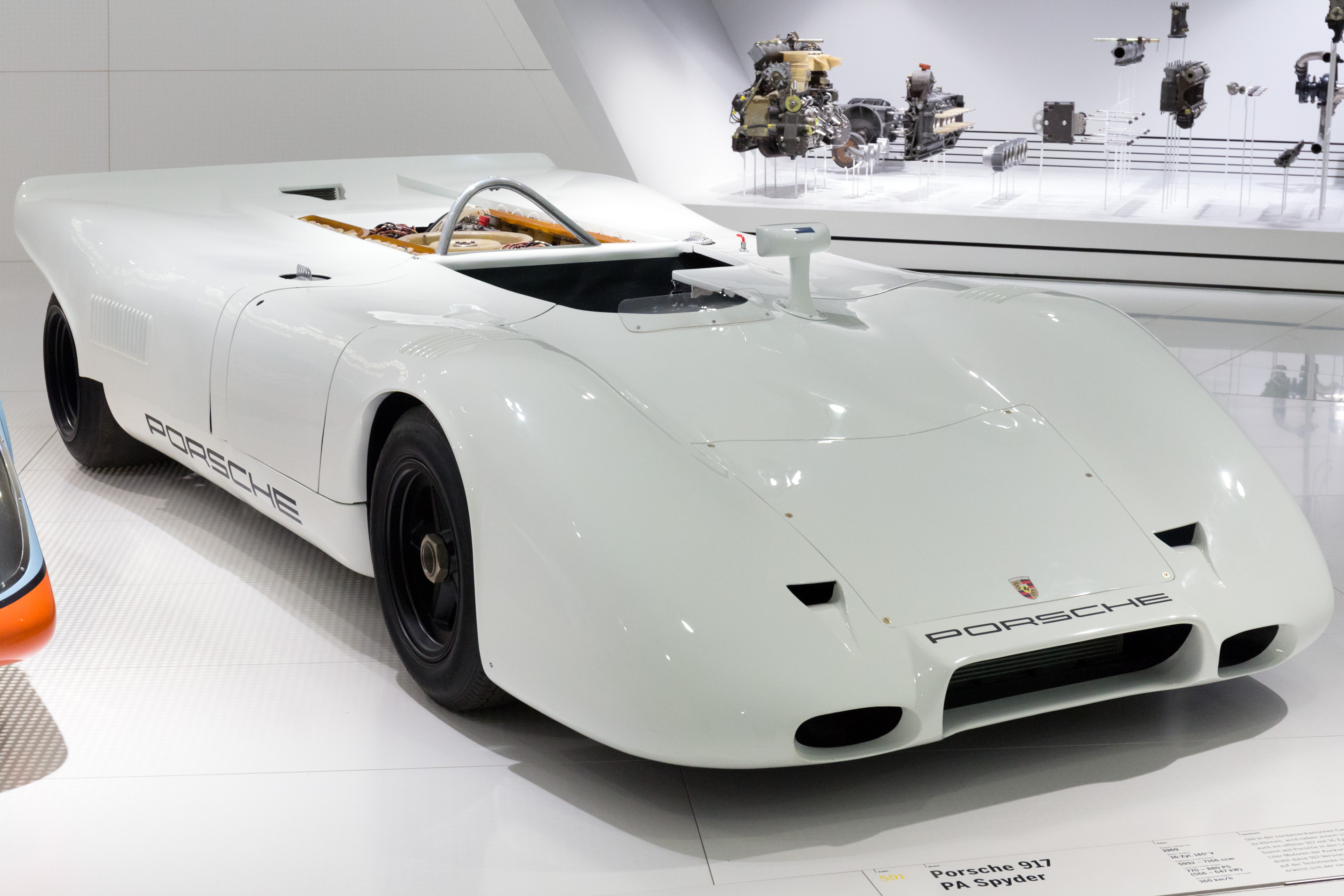
Porsche 917 PA

### 1970. Porsche 917 PA (Porsche-Audi)
Цей автомобіль був версією 917 з відкритим верхом і коротким хвостом і був зроблений для участі в чемпіонаті Can-Am. У цій гонці взяв участь швейцарський автогонщик Йо Зіфферіт, проте зайняти лідерські позиції йому не вдалося.

### 1970. Porsche 917 K (короткий хвіст)

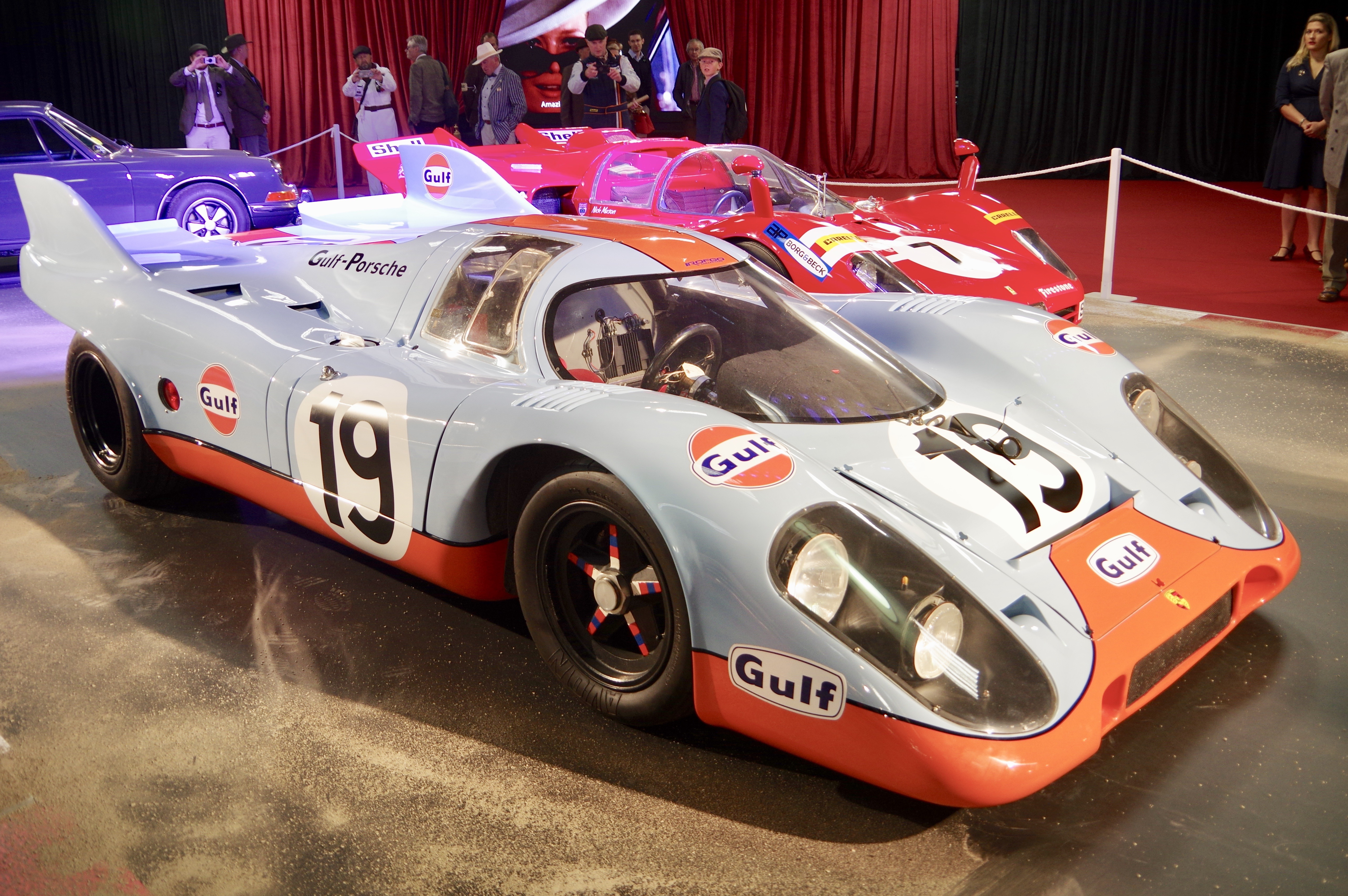
Porsche 917 K

За результатами гоночного чемпіонату 1969 року фахівцям компанії Porsche стало зрозуміло, що аеродинаміка оригінальної версії робить автомобіль не керованим на високих швидкостях. В результаті спільної роботи команди John Wyer Automotive та компанії Porsche з'явилася модифікація Porsche 917 K (у перекладі "короткий хвіст"). Ця модифікація стала набагато стійкішою на високих швидкостях. У результаті автомобіль Porsche 917 K став стандартною комплектацією для наступних перегонів, крім «24 години Ле-Мана».

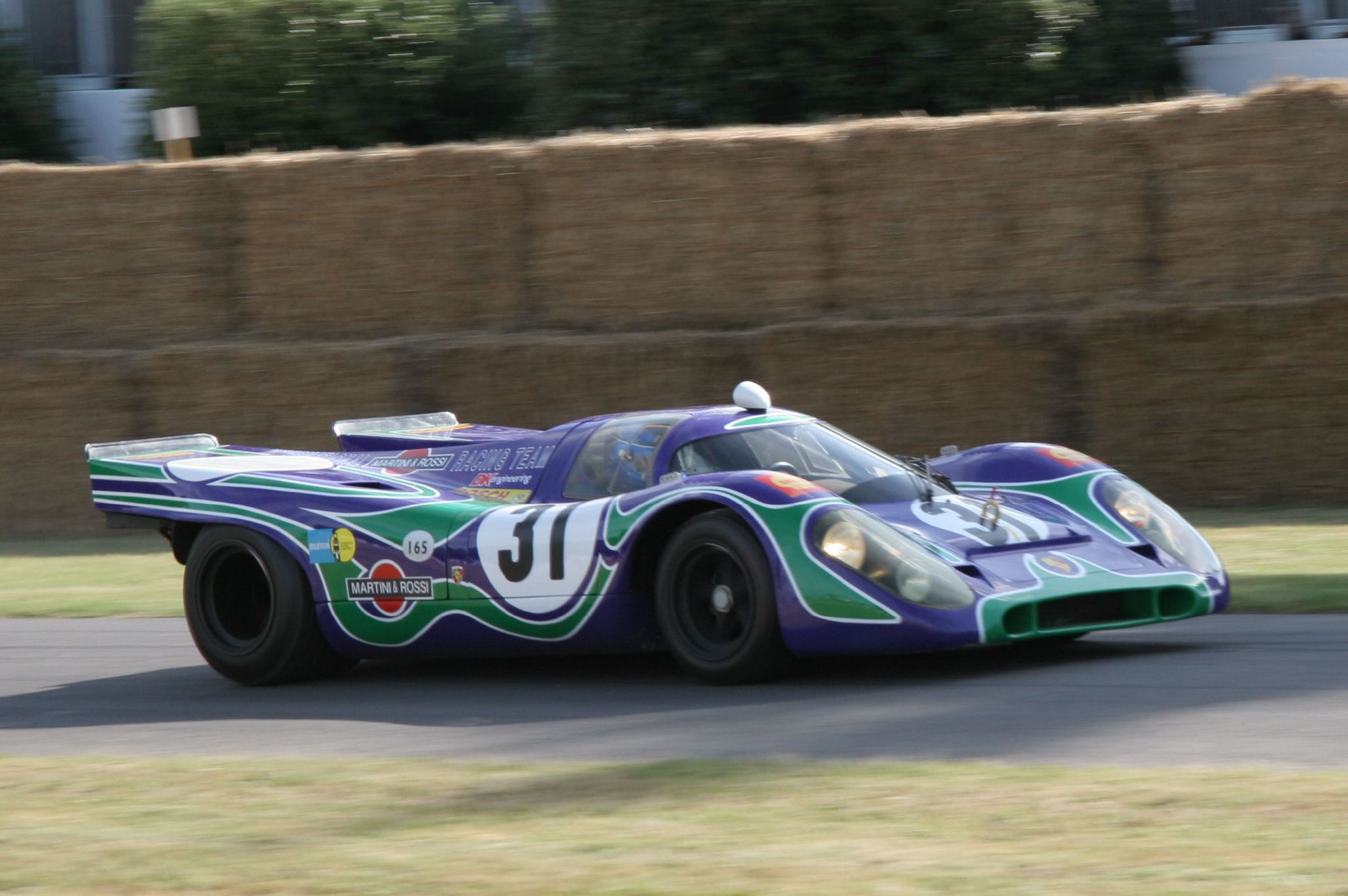
Porsche 917 L

### 1970. Porsche 917 L («довгий хвіст»)
Ця версія спеціально спроектована для участі в автоперегонах 24 години Ле-Мана шляхом покращення швидкісних характеристик внаслідок збільшення потужності двигуна flat-12, у порівнянні з попередніми типами двигунів. В результаті в автоперегонах 24 години Ле-Мана взяли участь два автомобілі Porsche 917 L: Porsche Salzburg (SER # 917L 042) (ліврея White/Red Shell) та Martini International (SER # 917L 043). Porsche Salzburg 917L був кваліфікований у поул-позиції, але автомобіль вийшов з ладу через відмову двигуна через 18 годин після початку гонки. Martini 917L фінішував другим, на 5 кіл відстаючи від зальцбурзького 917K Ханса Херрмана та Річарда Етвуда.

### 1971. Porsche 917 (16 циліндрів)

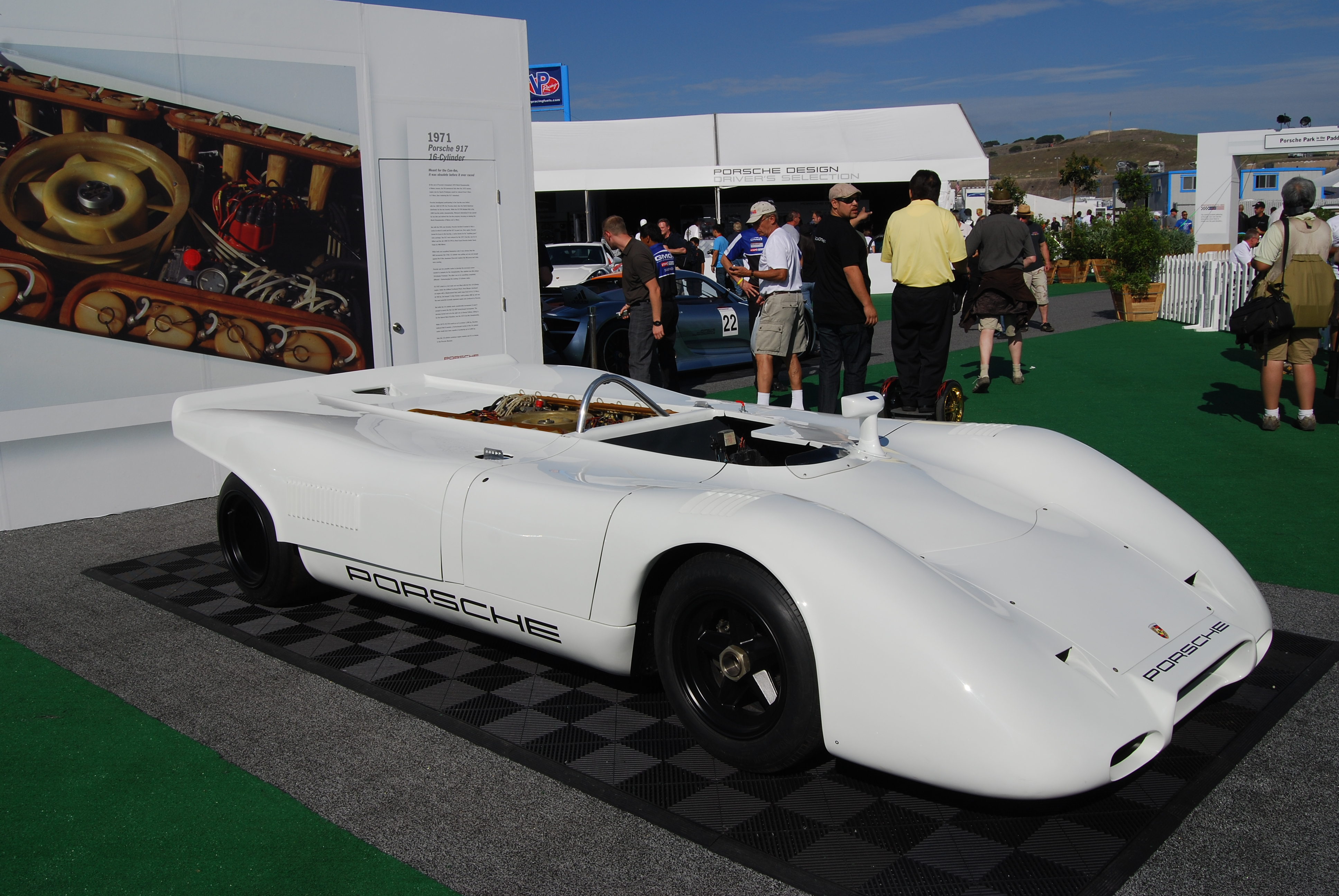
Porsche 917 16 циліндрів

Для збільшення потужності та конкуренції з іншими потужнішими автомобілями в чемпіонаті Can-Am, був розроблений 6,6-літровий прототип (551 кВт, 739 к.с.) з плоским двигуном. Він був на 80 кг важчий за існуючий 12-циліндровий двигун і мав колісну базу на 270 мм довшу. Однак ця модифікація ніколи не взяла участь у перегонах.

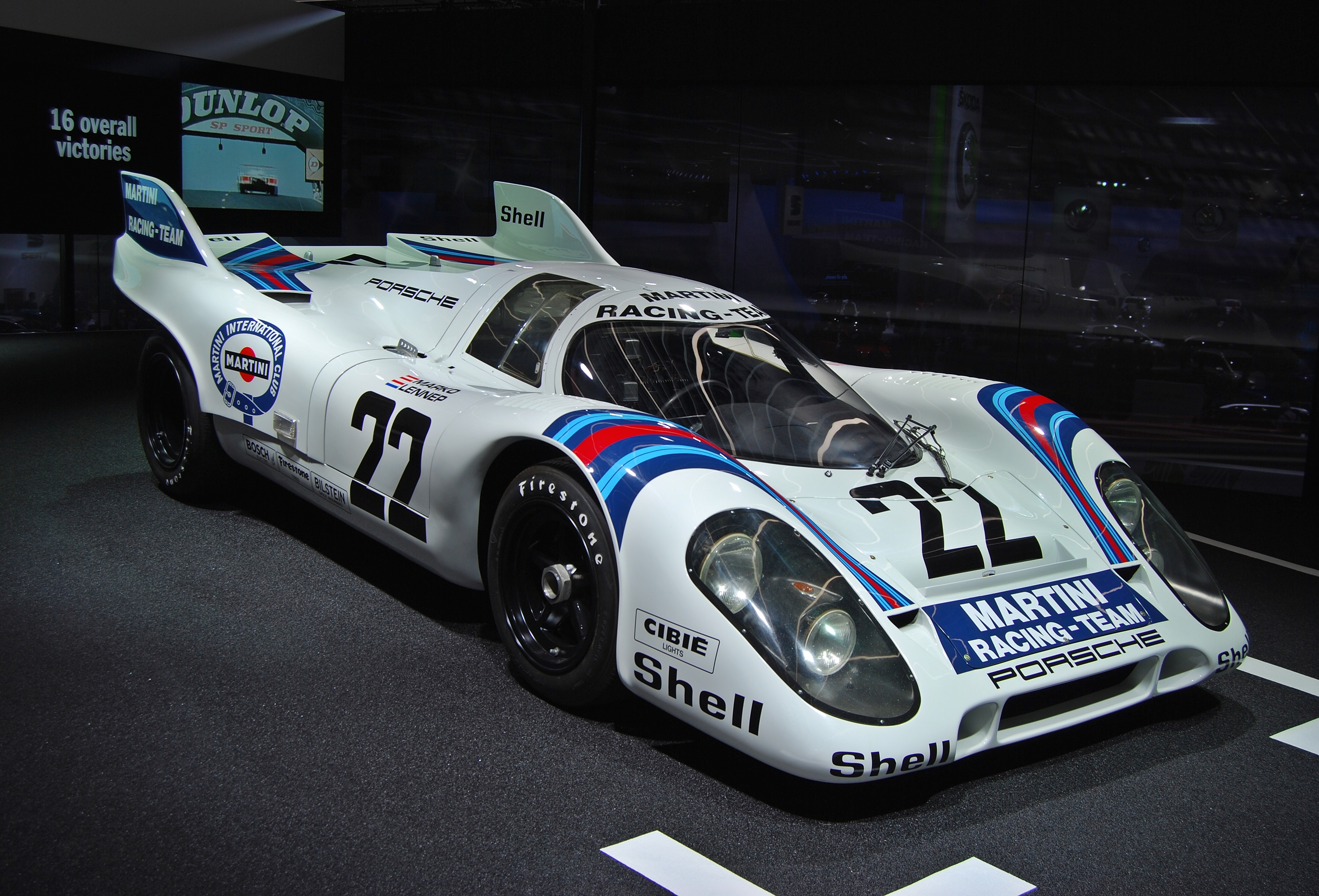
Porsche 917 K (1971)

### 1971. Porsche 917 K
Версія Porsche 917 K була доопрацьована для сезону 1971 року. У машини з'явилися вертикальні плавці і 2 повітропроводи у хвостовій частині для кращої аеродинаміки та охолодження. За результатами тестів ця модифікація стала більш швидшою порівняно з версією від 1970 року. Ця модифікація також виграла гонку в Ле-Мані в 1971 році .

### 1971. Porsche 917LH («довгий хвіст»)

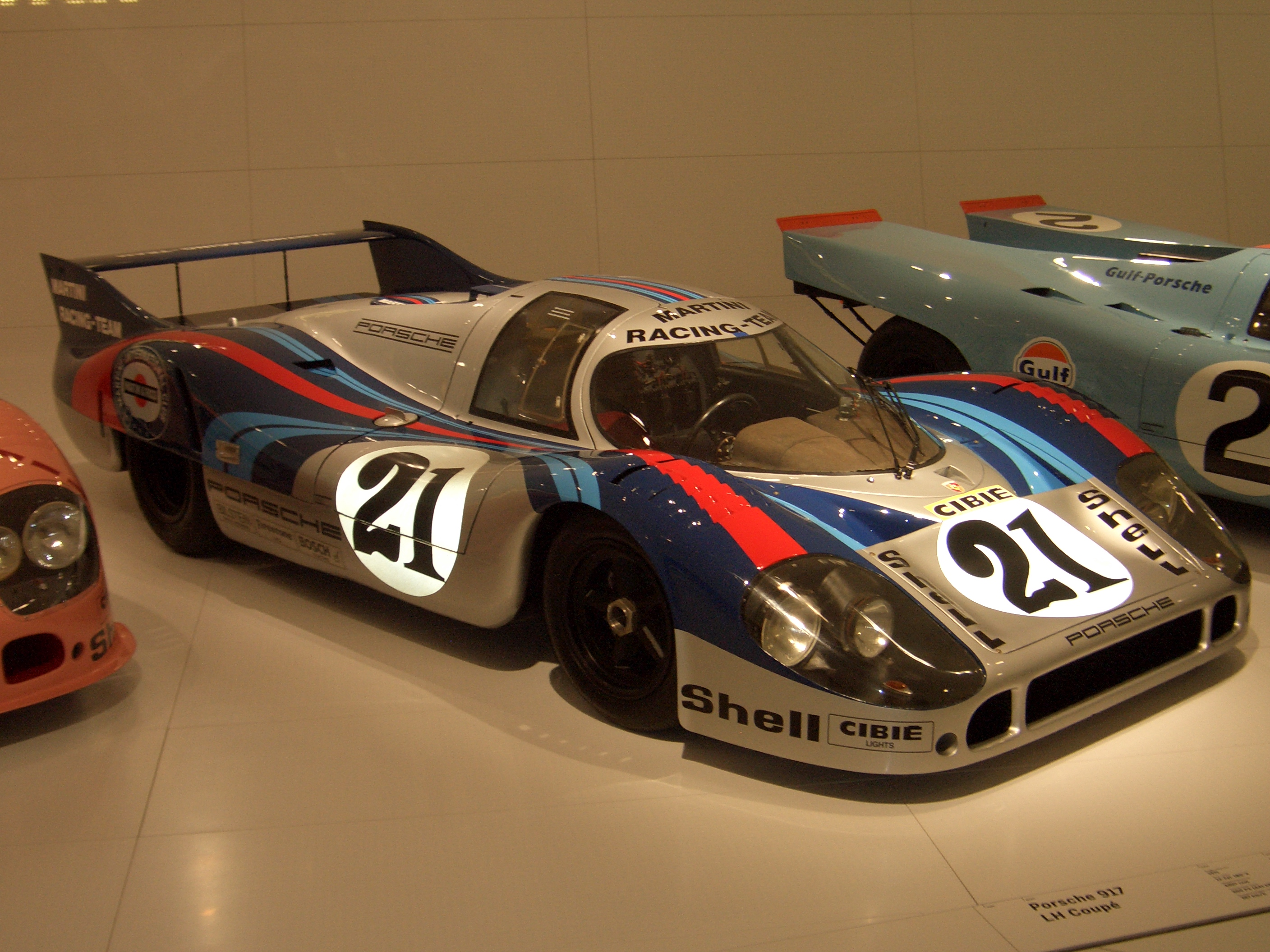
Porsche 917 LH (1971)

Модель 1971 була подальшим розвитком моделі 917L 1970, була створена спеціально для участі в одній гонці «24 години Ле-Мана» в 1971 році. Автомобіль був більш стабільним, ніж його попередник 1970 року, через новий кузов, переглянуті налаштування підвіски і частково закриті кришки задніх коліс. Передня частина автомобіля була також перероблена. Три Porsche 917 LH були запущені в «Ле-Мані» в 1971 році: два керувалися командою Джона Уайєра (SER # 917L-043 і 917L-045) (обидві Ліврея Перської затоки), а один керувався командою Мартіні Інтернешнл (SER # 042) (Срібна гоночна мартіні). Хоча Джекі Олівер успішно кваліфікував на поул-позиції, жодна з трьох машин не закінчила гонку. Це були останні гонки, в яких брали участь Porsche 917LH. У результаті залишилися на ходу лише три Porsche 917L. Кожен Porsche 917L експонується у музеях. Так Porsche 917L-042 виставлений у музеї Porsche у Штутгарті, Porsche 917L-043 у Автомобільному музеї Фонду Сімеоні у Філадельфії, (штат Пенсільванія), а Porsche 917L-045 у музеї Ле-Мана. Взагалі LH — не заводський термін, але зазвичай він приймається більшістю експертів, щоб описати переробку для сезону 1971 року від попередніх моделей 1970 року.

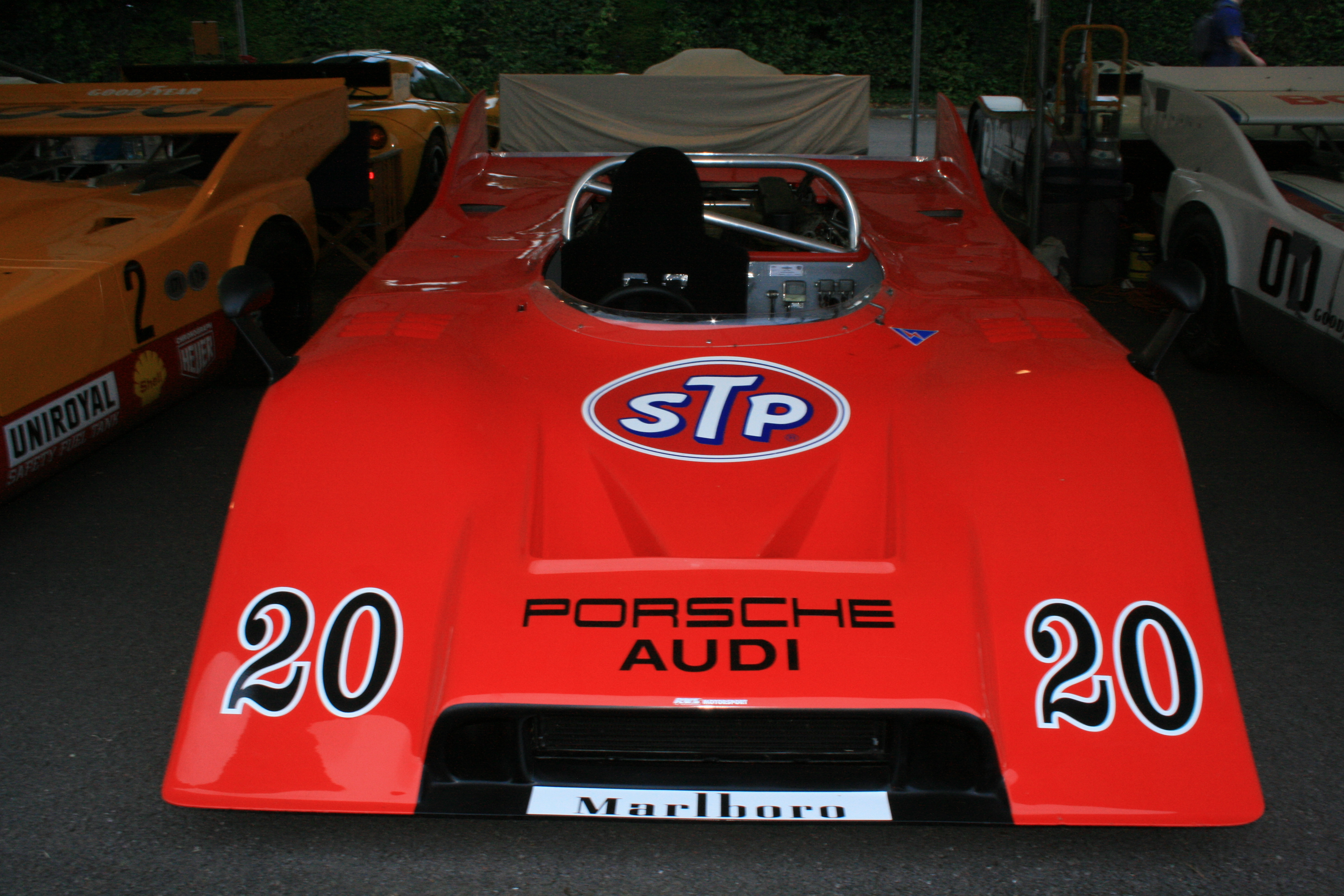
Porsche 917/10

### 1971. Porsche 917/10
Ця модифікація була сконструйована для американського чемпіонату Can-Am Джоном Сіффертом. Ця версія визнається експертами в міру успішною.

### 1971. Porsche 917/20 ("Рожева свиня")

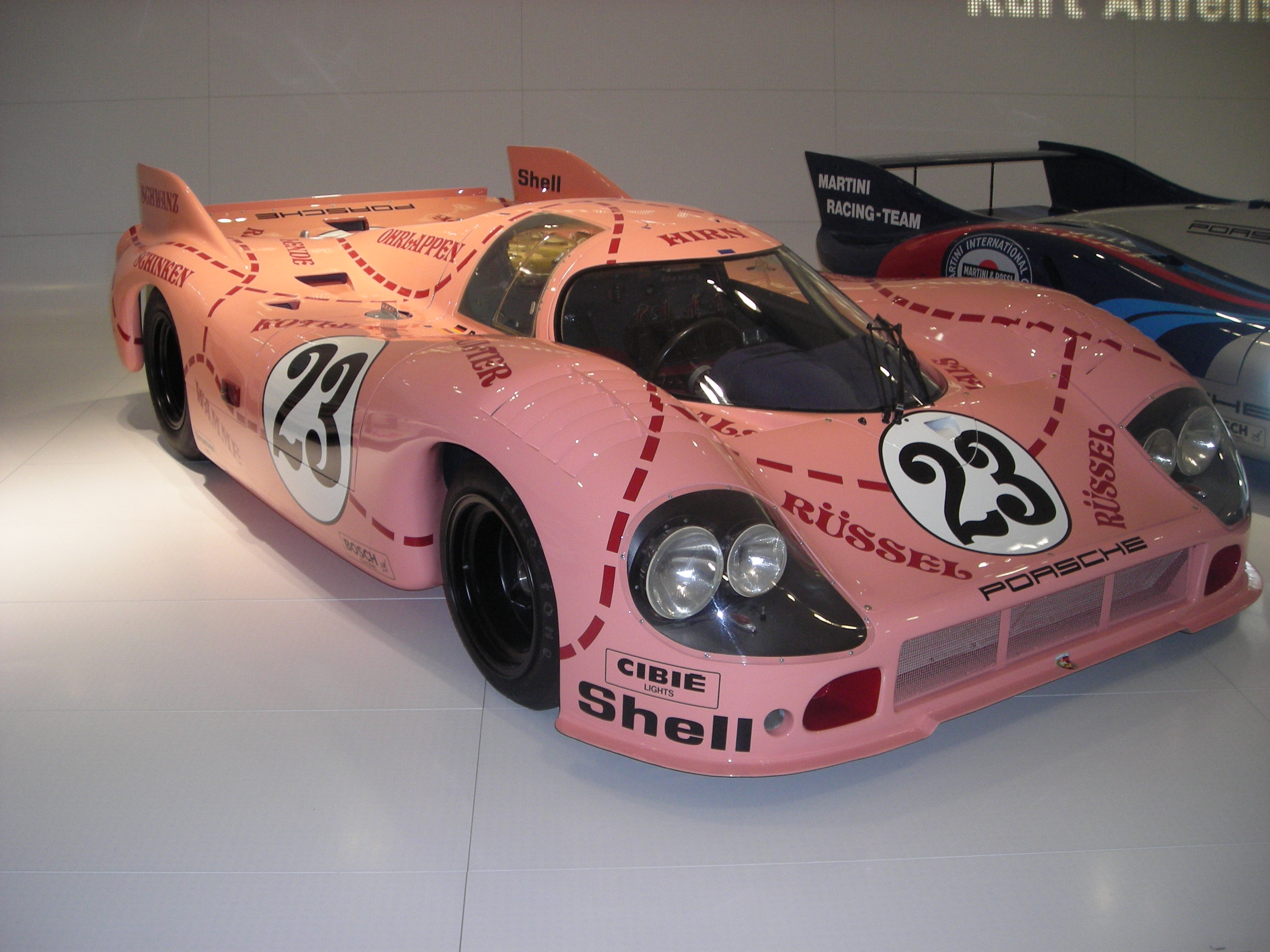
Porsche 917/20 «Рожева Свиня»

Ця модифікація являла собою одноразову машину для експериментальних досліджень та розробок. Вона була спроектована як проміжний автомобіль, щоб об'єднати низький опір модифікації LH і стабільність модифікації K. Дана модифікація використовувалася єдиний раз в гонці Ле-Ман в 1971 командою Мартіні Інтернешнел під керуванням Райнхольда Йоста, Віллі Каухсена і Хельмута. Ця модифікація стала відома як «Рожева свиня» у зв'язку з широкими габаритами та нанесеними на кузов пунктирними лініями, що нагадують схеми обробки туш тварин, які покривали весь кузов. Незважаючи на те, що автомобіль у кваліфікації зайняв сьому позицію, він був змушений припинити гонку через сильну аварію. Згодом автомобіль було відновлено. В даний час він виставлений у музеї Porsche у Штутгарті .

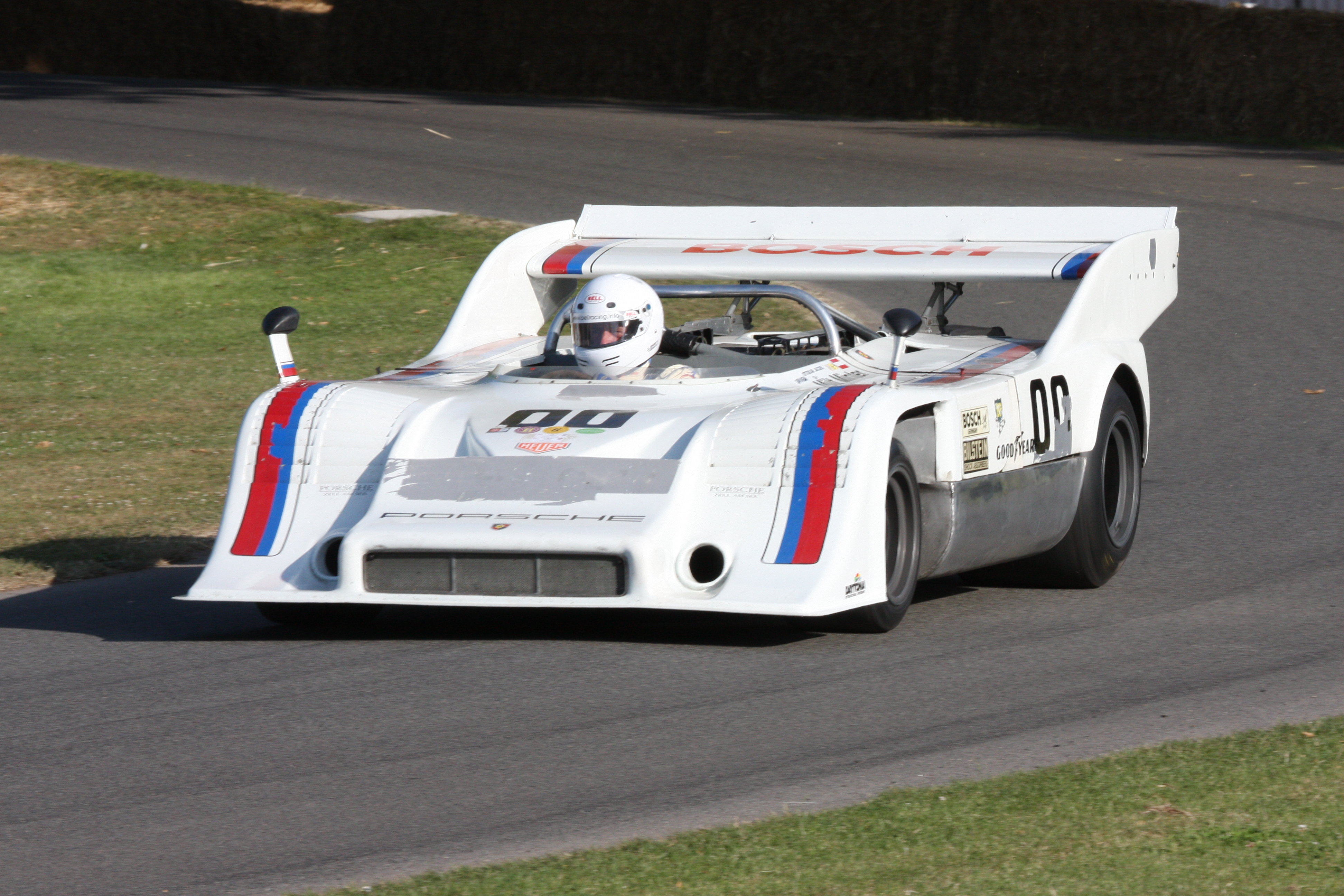
Porsche 917/10 (1972)

### 1972. Porsche 917/10.
Ця модифікація була створена для участі в гонках Can-Am у 1972 році. Два 5-літрові двигуни Flat-12 були спеціально доопрацьовані для забезпечення додаткової компресії. Також було встановлено два турбокомперсори, що дало автомобілю величезну потужність. Джордж Фоллмер виграв чемпіонат Can-Am у 1972 році на даному автомобілі. Дванадцять цих автомобілів існують донині.

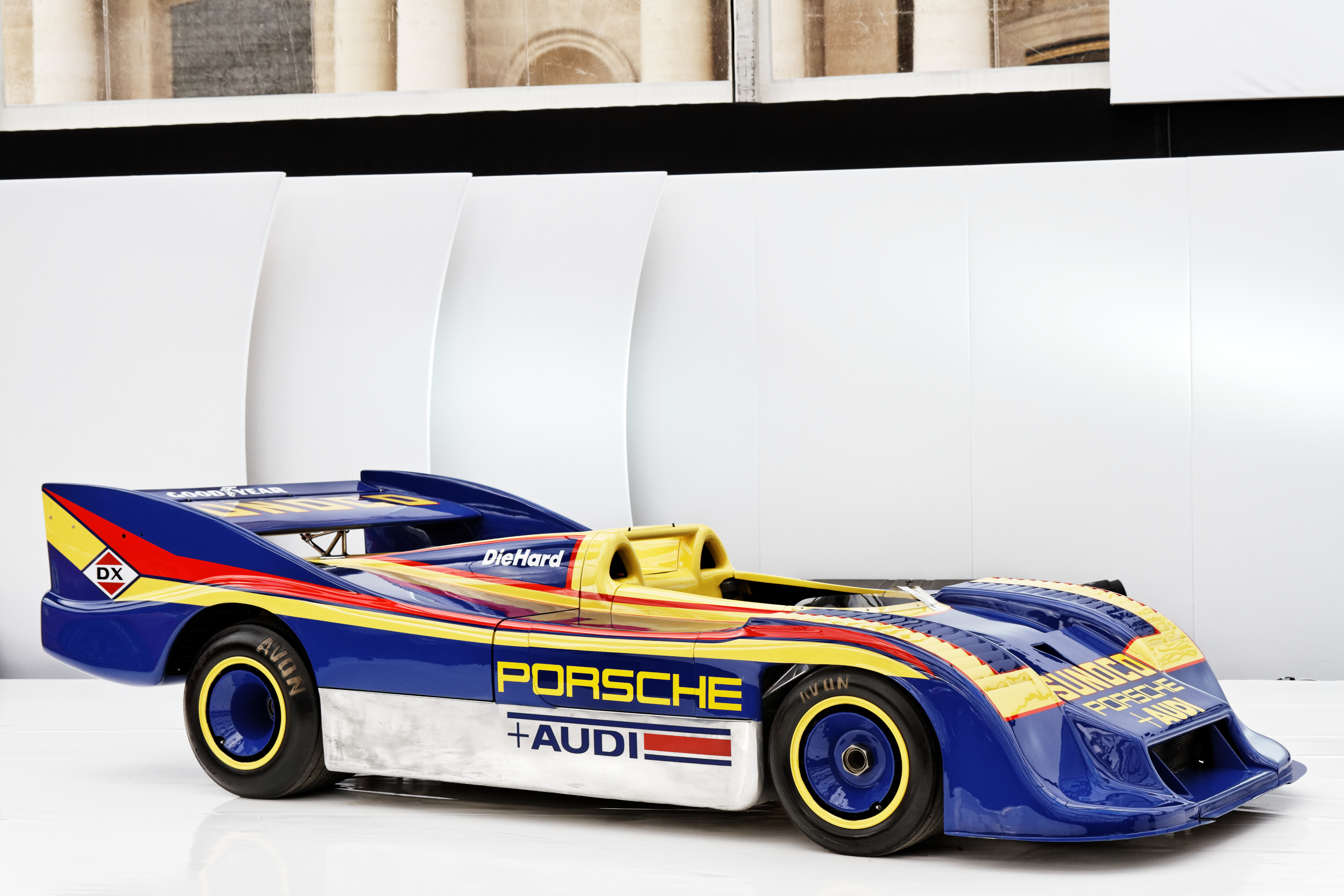
Porsche 917/30 CAN-AM.

### 1973. Porsche 917/30
Дана модифікація була останньою офіційною версією Porsche 917. Автомобіль визнаний одним із найпотужніших спортивних гоночних автомобілів. Для цієї версії автомобіля було спроектовано абсолютно новий кузов. Двигун з подвійним турбонаддувом був розточений до 5,4 літра, що давало йому 1110-1580 кінських сил, залежно від налаштування двигуна. Ця модифікація мала велику популярність у гонках Can-Am у США. Усього було побудовано 6 автомобілів цієї модифікації.

## Цікаві факти
У 1971 році Porsche 917 став героєм фільму Стіва Маккуїна "Ле Ман". У 2017 році автомобіль, знятий у фільмі, продали на аукціоні за 14 мільйонів доларів, що є рекордною ціною для Porsche.
У 1981 році у зв'язку з правилами Porsche 917, що змінилися, знову зміг взяти участь у гонці «24 години Ле-Мана». Команда Kremer Racing представила оновлений Porsche 917: 917 K-81. Автомобіль мчав у «Ле-Мані», кваліфікуючись у топ-10, однак був змушений знятися з гонки у зв'язку із зіткненням та подальшими технічними неполадками.
У серії Can-Am в 1973 року турбована версія Porsche 917/30 розвинула 1100 к.с. (820 кВт).